# Murdoch Mysteries – Auf den Spuren mysteriöser Mordfälle
Murdoch Mysteries – Auf den Spuren mysteriöser Mordfälle (Originaltitel: Murdoch Mysteries) ist eine kanadische Krimiserie, die seit 2007 zuerst für den kanadischen Sender Citytv und später für den kanadischen Sender CBC produziert wird. Sie basiert auf der Romanreihe Detective Murdoch von Maureen Jennings und handelt vom kanadischen Detective William Murdoch, der im Toronto (Ontario) der 1890er-Jahre arbeitet.
In Kanada startete die Serie am 20. Januar 2008 bei Citytv. In Deutschland, Österreich und der Schweiz hatte sie am 1. März 2021 beim Pay-TV-Sender Sony Channel (mittlerweile AXN White) Premiere. Vom öffentlich-rechtlichen Rundfunk wurde sie erstmals ab dem 15. September 2021 über One frei empfangbar gesendet.

## Handlung
Murdoch Mysteries befasst sich mit dem Polizeidetective William Murdoch, der in den späten 1890er- und frühen 1900er-Jahren in der kanadischen Stadt Toronto mit zu der Zeit fortschrittlichen Methoden, wozu Fingerabdrücke, Überwachung und Bluttests gehören, Kriminalfälle löst. Da er damit seiner Zeit weit voraus ist, gerät er immer wieder mit Kollegen anderer Stationen und vor allem seinem direkten Vorgesetzten Inspector Brackenreid aneinander. Unterstützt wird William beim Lösen seiner Fälle von den Ärztinnen Dr. Julia Ogden und Dr. Emily Grace und seinem zu Beginn noch recht unerfahrenen Kollegen Constable Crabtree.

## Figuren

### Detective William Murdoch
William ist ein intelligenter, aufmerksamer Detective, der für seine Zeit ungewöhnliche Techniken wie Bluttests und Fingerabdrücke verwendet. Geboren ist er in Nova Scotia als Sohn eines Fischers und wurde nach dem Tod der Mutter in einem von Jesuiten geführten Waisenhaus erzogen, wodurch er fließend Französisch spricht und ein gläubiger Katholik im damals protestantischen Toronto (lt. Staffel 1, Episode 2) ist. Lange Zeit hegte William einen Groll gegen seinen Vater, den er ursprünglich für den Tod seiner Mutter verantwortlich machte und der ihn nach dem Tod der Mutter den Jesuiten überließ. William besitzt ein fotografisches Gedächtnis und enormes Wissen, das er sich überwiegend autodidaktisch aneignet, er tut sich aber oft schwer damit, mit anderen Menschen emotional zu kommunizieren. Durch seine ungewöhnliche Techniken und seine unvoreingenommene Meinung gerät er öfter mit seinem Chef Inspector Brackenreid aneinander.
Ab der zweiten Staffel führt er eine heimliche On/Off-Beziehung mit Julia Ogden, welche sie zu Anfang der dritten Staffel öffentlich machen. Zum Ende der dritten Staffel beendet sie die Beziehung wieder.

### Inspector Thomas Brackenreid
Thomas ist der Chef der Polizeistation Nr. 4. Im Gegensatz zu Detective Murdoch führt Brackenreid anfangs die meisten seiner Vernehmungen gerne auch mittels Drohungen und Gewalt durch. Schnelle Ergebnisse zählen für ihn mehr als sorgfältige Untersuchungen und häufig bildet er sich sein Urteil über Verdächtige aufgrund gesellschaftlicher Stellungen oder persönlicher Eindrücke. Aufgewachsen ist er in Yorkshire und diente, bevor er Polizist wurde, der British Army und hat dabei auch in Afghanistan gekämpft. Er hat zusammen mit seiner Frau zwei Söhne, geht gerne ins Theater und einen trinken. Schnell erregbar und ausdauernd, mit einem sarkastischen Sinn für Humor, ist er bei der traditionellen Polizeiarbeit sehr gut und stolz auf seinen Job. Er ist oft mit Williams Methoden nicht einverstanden, nutzt diese aber, wenn er meint, dass sie es verdient haben.

### Doctor Julia Ogden
Julia ist Tochter aus wohlhabendem Haus und begabte Pathologin und Rechtsmedizinerin (engl.: coroner). Ihre Mutter ist bereits gestorben und mit ihrem Vater hat sie ein angespanntes Verhältnis, da sie gegen seinen Willen als eine der ersten Frauen in Kanada Medizin studierte und noch ledig ist. Die oft unangenehmen Seiten ihres Berufes verdrängt sie durch einen beizeiten etwas makabren Humor. Während ihrer Studienzeit wurde sie beim Nacktbaden mit einigen ihrer Kollegen von der Uni erwischt und besitzt daher bereits ein Strafregister. Ab der zweiten Staffel führt sie eine heimliche Beziehung mit William Murdoch, welche sie zu Beginn der dritten Staffel öffentlich machen. Julia weiß von Williams Sehnsucht nach einer eigenen Familie, da sie aber durch eine illegale Abtreibung keine Kinder bekommen kann, stellt sie William am Ende der dritten Staffel vor vollendete Tatsachen und verlässt Toronto, um in einem Kinderkrankenhaus in Buffalo zu arbeiten. In Buffalo verlobt sie sich dann mit Dr. Darcy Garland, einem Arzt des Kinderkrankenhauses und kehrt in Staffel 4 mit ihrem Verlobten nach Toronto zurück, wo sie diesen heiratet und wieder ihre alte Tätigkeit aufnimmt. Wenig später eröffnet sie aber eine Arztpraxis und klärt in ihrer Freizeit illegal über Abtreibung auf. Später dann beginnt sie Psychologie zu studieren und trennt sich von Dr. Darcy Garland.

### Constable George Crabtree
George ist der noch recht unerfahrene Partner von William, der aber oft nützliche Einblicke in Fälle gibt und unter Detective Murdochs Anleitung das Meiste der forensischen Kleinarbeit, wie das Sammeln von Beweisen, erledigt. Er ist wissbegierig und gibt oft zufällige Bemerkungen von sich, von denen er denkt, sie würden Murdoch helfen, den Fall zu lösen, was sie aber meist nicht tun. Er bezieht sich häufig auf eine seiner Tanten, die nach einer Vielzahl von Blumen benannt worden sind. Georges lebhafte und manchmal etwas ungeschickte Art sowie seine unerschöpfliche Fantasie sind ein wunderbarer Kontrast zu Williams etwas steifer und ernster Persönlichkeit und es kommt dadurch immer wieder zu unvermeidbar witzigen Situationen. George Crabtree wird dargestellt vom Komödianten Jonny Harris, was sich in der Rolle zeigt.

### Doctor Emily Grace
Emily Grace, dargestellt von Georgina Reilly, ist die neue Gerichtsmedizinerin, die in Staffel 5 Dr. Ogden ablöst, welche eine eigene Praxis eröffnen möchte. Dr. Grace, am Anfang der Staffel noch ein Protegé von Dr. Ogden, ist ausgebildete Ärztin, die die Pathologie bevorzugt, weil sie wenig Geduld hat, um sich am Krankenbett zurechtzufinden. Sie interessiert sich für Spiritismus und glaubt, dass dieser mit wissenschaftlichen Studien vereinbar ist. Obwohl sie eifrig und ungeduldig ist, erweist sie sich schnell als äußerst kompetente Pathologin für Murdoch bei seinen Untersuchungen.

## Besetzung und Synchronisation
Die deutschsprachige Synchronisation entsteht nach den Dialogbüchern von David Turba, Tiyam Akbarzadeh, Ina Kämpfe und Gerhard Kehl und unter der Dialogregie von Ina Kämpfe bei der Iyuno Germany.
| Rollenname                   | Schauspieler    | Hauptrolle (Staffel) | Nebenrolle (Staffel) | Synchronsprecher  |
| ---------------------------- | --------------- | -------------------- | -------------------- | ----------------- |
| Detective William Murdoch    | Yannick Bisson  | 1–                   |                      | Nico Mamone       |
| Doctor Julia Ogden           | Hélène Joy      | 1–                   |                      | Marieke Oeffinger |
| Inspector Thomas Brackenreid | Thomas Craig    | 1–                   |                      | Lutz Schnell      |
| Constable George Crabtree    | Jonny Harris    | 1–                   |                      | Jannik Endemann   |
| Doctor Emily Grace           | Georgina Reilly | 5–9                  | 10                   | Laura Oettel      |
| Constable Higgins            | Lachlan Murdoch |                      | 1–                   | Patrick Giese     |
| Sally Pendrick               | Kate Greenhouse |                      | 3                    |                   |
| James Pendrick               | Peter Stebbings |                      | 3                    |                   |
| Doctor Llewllyn Francis      | Paul Rhys       |                      | 4                    | Sven Gerhardt     |
| Doctor Darcy Garland         | Jonathan Watton |                      | 4–6                  | Dirk Stollberg    |

## Ausstrahlung

### Kanada
Die Erstausstrahlung in Kanada starte am 20. Januar 2008 beim dortigen Sender Citytv. Nach 13 ausgestrahlten Episoden wurde die erste Staffel am 13. April 2008 beendet. Die Ausstrahlung der zweiten Staffel erfolgte zwischen dem 10. Februar und dem 27. Mai 2009, die der dritten vom 14. März bis zum 13. Juni 2010 und die der vierten vom 7. Juni bis zum 31. August 2011. Trotz stetig steigender Zuschauerzahlen gab der Sender Citytv im September 2011 bekannt, nach der fünften Staffel keine weitere Staffel mehr zu produzieren. Zwei Monate später wurde bekannt, dass der Sender CBC die Serie nach der fünften Staffel übernehmen wird und eine sechste Staffel produzieren lässt.

### Großbritannien
In Großbritannien wurde die erste Staffel vom 19. Februar bis zum 20. Mai 2008 vom Sender Alibi gezeigt. Während die Ausstrahlung der zweiten parallel zu Kanada von Februar bis Mai 2009 erfolgte, begann die dritte bereits einen Monat vor Kanada am 16. Februar 2010. Diese wurde im Mai 2010 beendet, bevor die vierte Staffel zwischen dem 15. Februar und dem 10. Mai 2011 zu sehen war. Die Ausstrahlung der fünften Staffel erfolgte vom 28. Februar bis zum 22. Mai 2012.

### International
In Deutschland, Österreich und der Schweiz startete die Ausstrahlung am 1. März 2021 auf dem PayTV-Sender Sony Channel. Ab dem 15. September 2021 zeigte ONE die erste Staffel und ab dem 19. Dezember 2021 die zweite Staffel. Später folgten weitere Staffeln.
Außerdem wird die Serie unter anderem in Frankreich vom Sender France 3, in der Türkei von Digiturk, in Australien vom dortigen 13th-Street-Ableger, in Dänemark von TV2 Charlie, in Schweden vom Sender Kanal 9, in Italien von Rai 3, sowie vom russischen Sender TWZ ausgestrahlt.

## Veröffentlichungen
Eine DVD-Veröffentlichung der ersten Staffel mit dem Regionalcode 1 erschien am 16. Juni 2009. Die Veröffentlichung in Großbritannien mit dem Regionalcode 2 und in Australien mit dem Regionalcode 4 erschien am 9. Februar und am 26. Juni 2009. Die zweite Staffel erschien am 4. Mai 2010 in den USA, am 15. Februar 2010 in Großbritannien und am 10. Februar 2011 in Australien. Die dritte Staffel kam am 3. Mai in den USA und am 9. Februar 2011 in Australien in den Handel. In Großbritannien erschien hingegen keine gesonderte dritte Staffel, sondern am 30. August 2010 nur die ersten drei Staffeln als Komplettbox. Am 23. Mai 2011 wurde dort die vierte Staffel veröffentlicht. In den USA und Australien erschien die vierte Staffel am 29. Mai und 6. Juni 2012.
Auf Blu-ray Disc wurden verschiedene Staffeln der Serie bisher allein in den USA veröffentlicht. Am 3. Mai 2011 erschien die dritte, am 17. April 2012 die erste und am 29. Mai 2012 die vierte Staffel.

## Preise und Nominierungen
In Kanada kam die Serie gut bei den Kritikern an, so erhielt sie in den Jahren 2008 bis 2011 insgesamt acht Nominierungen vom Directors Guild of Canada, darunter die der Besten Dramaserie und einige in den kreativen Kategorien wie Szenenbild, Tonbearbeitung und Regieführung. Gewinnen konnte sie schließlich aber nur den der Herausragenden Tonbearbeitung in einer Fernsehserie. Berücksichtigungen fand die Serie 2008 und 2009 beim wichtigsten Fernsehpreis in Kanada, dem Gemini Award, durch ihre insgesamt 15 Nominierungen, wovon sie letztendlich 2 gewann. Bei den Young Artist Awards 2009 wurde Jesse Bostick für seine Gastrolle in der Episode Child’s Play (Staffel 1, Episode 10) für einen Award nominiert.